# Семиелектронний донор
Семиелектронний донор (англ. seven electron donor) — ліганд, що дає центральному атому у комплексній сполуці 7 електронів.
Наприклад, h7-циклогептатрієніл (де h7 означає гаптичність ліганда, тобто число атомів C, що зв'язане з центральним атомом металу).